# Jean-Philippe Gbamin
Jean-Philippe Gbamin, född 25 september 1995, är en fransk-ivoriansk fotbollsspelare som spelar för Zürich.

## Klubbkarriär
Den 13 juli 2016 värvades Gbamin av Mainz 05, där han skrev på ett femårskontrakt. I augusti 2018 skrev Gbamin på ett nytt femårskontrakt med Mainz.
Den 2 augusti 2019 värvades Gbamin av Everton, där han skrev på ett femårskontrakt. Gbamin gjorde sin Premier League-debut den 10 augusti 2019 i en 0–0-match mot Crystal Palace, där han blev inbytt i slutet av första halvlek mot André Gomes.
Den 21 februari 2022 lånades Gbamin ut till ryska CSKA Moskva på ett låneavtal över resten av säsongen 2021/2022. I augusti 2022 lånades han ut till turkiska Trabzonspor på ett säsongslån.
I november 2023 värvades Gbamin av Ligue 2-klubben Dunkerque, där han skrev på ett kontrakt över resten av säsongen. I augusti 2024 skrev Gbamin på ett ettårskontrakt med Ligue 1-klubben Nantes. Den 3 februari 2025 skrev han på ett halvårskontrakt med schweiziska Zürich.

## Landslagskarriär
Gbamin har representerat Frankrikes U18, U19, U20 och U21-landslag. I april 2017 meddelade Gbamin att han valde spel i Elfenbenskustens landslag. Gbamin debuterade för Elfenbenskusten den 4 juni 2017 i en 5–0-förlust mot Nederländerna.